# Fighting (альбом)
Fighting (рус. Битва, сражение) — студийный альбом ирландской рок-группы Thin Lizzy, вышедший в 1975 году.
К выходу этого альбома группа обрела собственное узнаваемое звучание, берущее корни из хард-рока, блюза, поп-музыки и ритм-энд-блюза.
Fighting стал первым альбомом Thin Lizzy, попавшим в британский чарт (на 60-ю позицию) и сумел создать благоприятную почву для коммерческого успеха следующего альбома группы, Jailbreak.
Композиция «Suicide» исполнялась группой ещё до ухода из группы Эрика Белла, на выступлении для радио BBC в июле 1973 года — тогда песня называлась «Baby’s Been Messing» и имела другой текст.
12 марта 2012 года Universal Music Group выпустила делюкс-издание альбома.

## Список композиций
| №  | Название                     | Автор(ы)                  | Длительность |
| -- | ---------------------------- | ------------------------- | ------------ |
| 1. | «Rosalie»                    | Боб Сигер                 | 3:15         |
| 2. | «For Those Who Love to Live» | Брайан Дауни, Фил Лайнотт | 3:10         |
| 3. | «Suicide»                    | Фил Лайнотт               | 5:15         |
| 4. | «Wild One»                   | Фил Лайнотт               | 4:19         |
| 5. | «Fighting My Way Back»       | Фил Лайнотт               | 3:11         |

| №  | Название               | Автор(ы)                 | Длительность |
| -- | ---------------------- | ------------------------ | ------------ |
| 1. | «King’s Vengeance»     | Скотт Горэм, Фил Лайнотт | 4:12         |
| 2. | «Spirit Slips Away»    | Фил Лайнотт              | 4:50         |
| 3. | «Silver Dollar»        | Брайан Робертсон         | 3:26         |
| 4. | «Freedom Song»         | Скотт Горэм, Фил Лайнотт | 3:32         |
| 5. | «Ballad of a Hard Man» | Скотт Горэм              | 3:56         |

| №                   | Название                                                | Автор(ы)                      | Длительность |
| ------------------- | ------------------------------------------------------- | ----------------------------- | ------------ |
| 1.                  | «Half Caste» (би-сайд сингла «Rosalie»)                 | Фил Лайнотт                   | 3:39         |
| 2.                  | «Rosalie» (US album mix)                                | Боб Сигер                     | 2:57         |
| 3.                  | «Half Caste» (BBC Session, 29 мая 1975 года)            | Фил Лайнотт                   | 3:52         |
| 4.                  | «Rosalie» (BBC Session, 29 мая 1975 года)               | Боб Сигер                     | 3:15         |
| 5.                  | «Suicide» (BBC Session, 29 мая 1975 года)               | Фил Лайнотт                   | 5:19         |
| 6.                  | «Ballad of a Hard Man» (False starts, no vocal)         | Скотт Горэм                   | 4:08         |
| 7.                  | «Try a Little Harder» (Alternate vocal)                 | Фил Лайнотт, Брайан Робертсон | 4:08         |
| 8.                  | «Fighting My Way Back» (Rough mix with alternate vocal) | Фил Лайнотт                   | 3:24         |
| 9.                  | «Song for Jesse»                                        | Фил Лайнотт                   | 2:14         |
| 10.                 | «Leaving Town» (Acoustic, bass and drums – no vocal)    | Фил Лайнотт                   | 4:52         |
| 11.                 | «Blues Boy»                                             | Брайан Робертсон              | 4:34         |
| 12.                 | «Leaving Town» (Extended take)                          | Фил Лайнотт                   | 5:52         |
| 13.                 | «Spirit Slips Away» (Extended version – take 4)         | Фил Лайнотт                   | 5:31         |
| 14.                 | «Wild One» (no vocal)                                   | Фил Лайнотт                   | 4:18         |
| 15.                 | «Bryan’s Funky Fazer» («Silver Dollar»)                 | Брайан Робертсон              | 3:38         |
| Общая длительность: | Общая длительность:                                     | Общая длительность:           | 61:41        |

## Участники записи
Список составлен по сведениям базы данных Discogs.

| Thin Lizzy: - Фил Лайнотт — бас-гитара, вокал, акустическая гитара (в песне «Wild One») - Скотт Горэм — гитара - Брайан Робертсон — гитара, бэк-вокал - Брайан Дауни — ударные, перкуссия Приглашённые музыканты: - Роджер Чапмен (из Family) — бэк-вокал (в песне «Rosalie») - Иэн Маклэган (из The Faces) — фортепиано (в песне «Silver Dollar») | Технический персонал: - Фил Лайнотт — продюсер - Кит Хэрвуд — звукоинженер, инженер сведе́ния - Джереми Джи — ассистент звукоинженера - Гилберт Конг — мастеринг-инженер - Джек Вуд — дизайнер обложки - Рэй Роулингс — дизайнер обложки - Пол Энтони — фотограф (фото для титульной стороны обложки) - Мик Рок — фотограф (фото для задней стороны обложки) |

## Кавер-версии
- Шведский гитарист Джон Норум записал кавер-версию «Wild One» для альбома Total Control в 1987 году[19].
- Europe записала кавер-версию «Suicide» для концертного альбома Almost Unplugged в 2008 году[20].

## Позиции в хит-парадах
Еженедельные чарты:
| Хит-парад (1975)                 | Высшая позиция | Пребывание в чарте |
| -------------------------------- | -------------- | ------------------ |
| Великобритания (UK Albums Chart) | 60             | 1 неделя           |
| Швеция (Sverigetopplistan)       | 49             | 1 неделя           |